# Team Hahn Racing

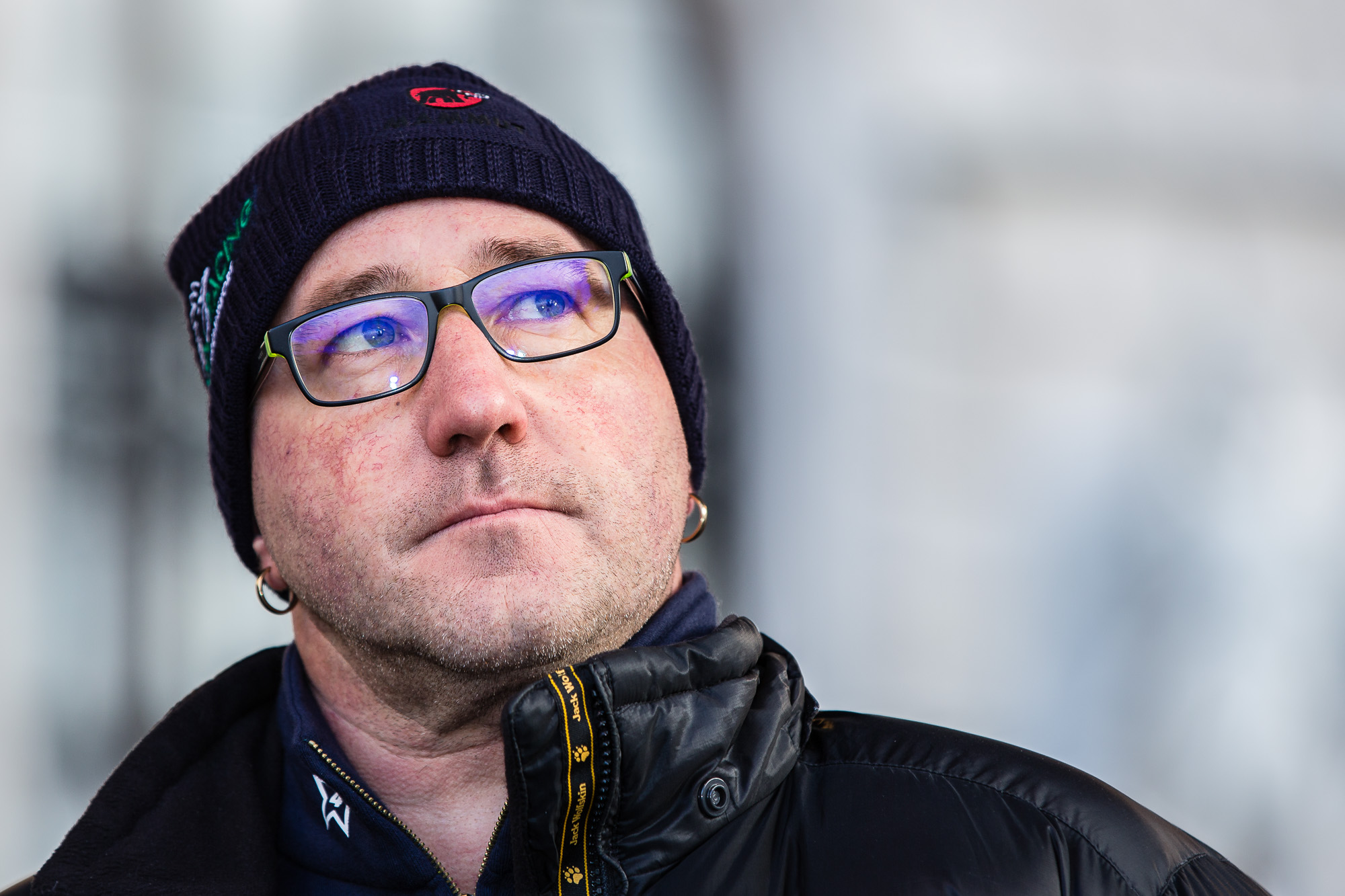
Jochen Hahn, el piloto de los grandes éxitos del Team Hahn Racing.

El Team Hahn Racing es un equipo alemán de automovilismo que ha destacado en la modalidad de carreras de camiones. El equipo fue fundado en 1996 por Konrad Hahn, quien, además, ejerció como piloto en los años iniciales del equipo. 
La escudería germana es uno de los mejores equipos del Campeonato de Europa de Carreras de Camiones, habiendo ganado seis títulos de pilotos con Jochen Hahn, hijo de Konrad, y dos títulos de equipos, en una alianza con el Team Schwabentruck.
El equipo, además de construir su propio camión, también construye el resto de camiones de los equipo que utilizan Iveco en el ETRC (los del Team Schwabentruck, el del Reinert Racing GmbH y el del Don't Touch Racing).

## Historia

### Mercedes-Benz
El equipo fue fundado en 1996 por Konrad Hahn. En 1997 tanto él como su hermano Jörg Hahn corrieron en varias rondas de la Copa de Europa de Carreras de Camiones. En 1998 y 1999 Konrad Hahn consiguió varios podios, cediéndole el puesto de piloto para su hijo Jochen Hahn.
Jochen Hahn corrió la Copa de Europa de Carreras de Camiones del año 2000, en la que acabó cuarto, consiguiendo varias victorias (de hecho, ganó las cuatro carreras de Misano. En los siguientes año siempre estuvo entre los seis primeros de la general, aunque nunca llegó a los puestos de honor. 
En 2006, el primero año del Campeonato de Europa de Carreras de Camiones, Jochen Hahn mejoró sus resultados, consiguiendo acabar por primera vez en los puestos de honor (3º) de la general, con ocho victorias (incluyendo las cuatro carreras de Nogaro y seis poles. Por otro lado, en la segunda unidad del equipo, Daniel Seiler disputó el Truck Grand Prix de Nürburgring, acabando siempre en el top 10, mientras que Enrique Sanjuán corrió en Jarama y Le Mans, aunque sin puntuar. 
En 2007 y 2008 los resultados de Jochen Hahn no fueron tan buenos, siendo 4º en ambas temporadas con dos victorias y una pole en 2007 y una victoria y ninguna pole en 2008. En 2007 corrió a tiempo completo en la segunda unidad del equipo Enrique Sanjuán, quien no puntuó en ninguna carrera. Participaron en el título de equipos, siendo terceros. 

### MAN
En 2008 los resultados fueron modestos ya que el equipo decidió dejar de correr con Mercedes-Benz para hacerlo con MAN. El camión tardó en estar preparado, y estuvo preparado ocho semanas antes del inicios de temporada. Ese año, al no tener una segunda unidad, el equipo participó en el campeonato de equipos junto al Truck Sport Lutz Bernau, acabaron segundos.

Sin embargo, en 2009 Hahn volvió a los puestos de honor, ya que finalizó tercero. Consiguió cinco victorias y cuatro poles. En el título de equipos, junto al Oxxo Truck Racing Team, acabaron segundos. En 2010 volvió a finalizar tercero en la general con ocho victorias y una pole. En el título de equipos, de nuevo junto al Oxxo Truck Racing Team, fueron terceros.

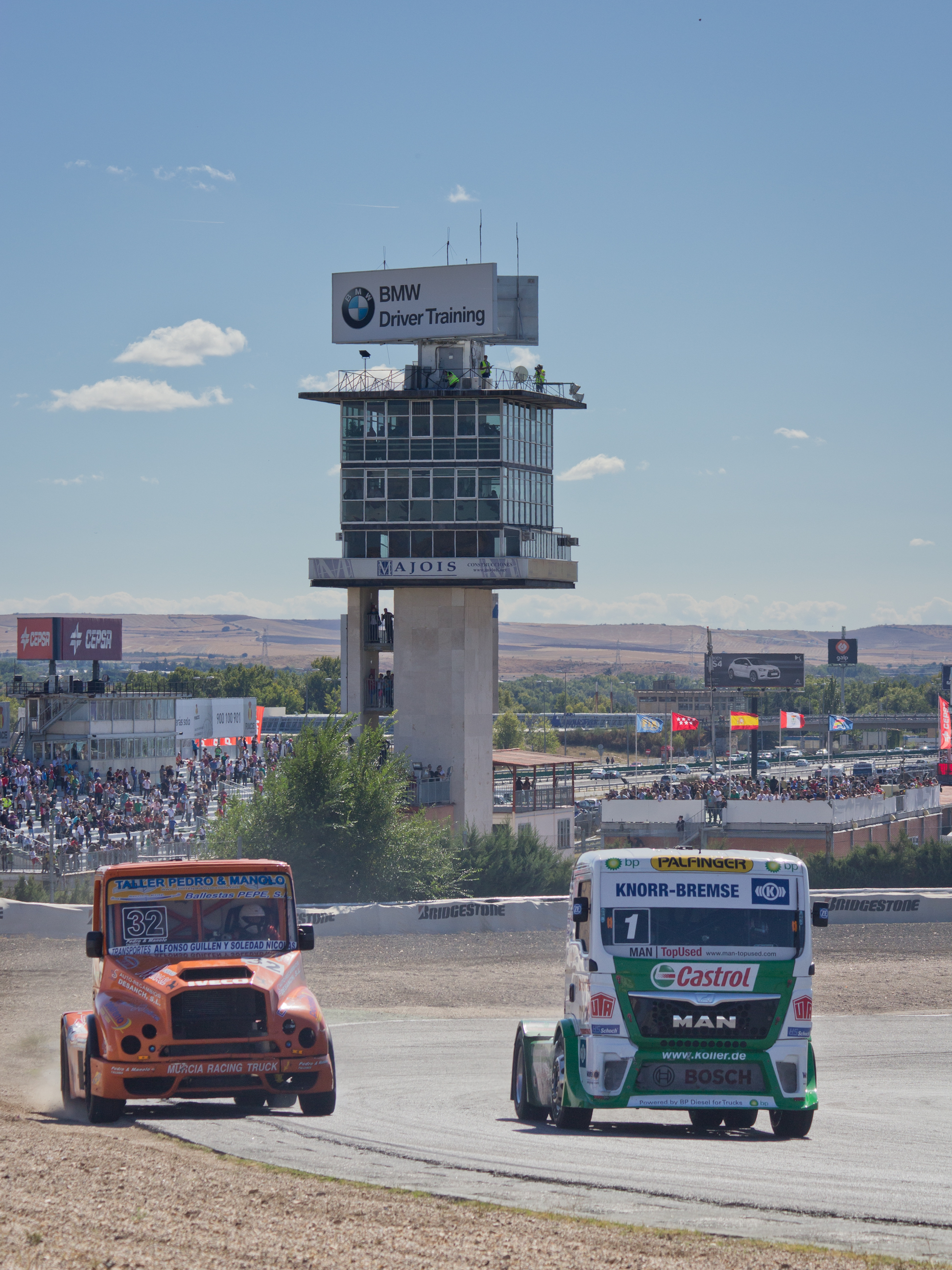
Jochen Hahn (derecha) en el Gran Premio Camión de España 2013.

En 2011 el equipo consiguió su primer título de pilotos con Jochen Hahn, quien consiguió siete poles (consecutivas) y doce victorias, incluyendo las cuatro de Misano. En 2012 el equipo consiguió el patrocinio de Castrol, pasando a llamarse Castrol Team Hahn Racing y estando su camión vinilado con los colores de la marca de lubricantes. Ese año volvieron a ganar el campeonato de pilotos con 16 victorias (incluyendo las cuatro del Circuito de Estanmbul) y once poles. Esas dos temporadas no corrieron el título de equipos. En 2013 volvieron a ser campeones, pero de manera más ajustada, ya que Albacete quedó a cinco puntos. Hahn ganó ocho carreras y tres poles. Esta temporada vuelven a correr el campeonato de equipos junto al Mad Croc Racing, finalizando segundos.
En 2014 se rompió la racha de campeonatos, ya que su piloto Hahn acabó 2º Pese a eso, ganó seis carreras y tres poles. En el título de equipos, junto al Reinert Racing GmbH, finalizaron terceros. En 2015 fue tercero con cuatro victorias y tres poles. Al término de ese año, el patrocinio con Castrol no se renovó y el equipo pasó a ser llamado de nuevo Team Hahn Racing. Repitiendo alianza con el equipo de René Reinert, fueron terceros otra vez en la general de equipos.
En 2016 Hahn volvió a ganar el título de pilotos con 14 victorias y ocho poles. Al término de ese año se anunció que el equipo correría en 2017 con Iveco. En el título de equipos, el Team Hahn Racing corrió con el Truck Sport Lutz Bernau, acabando terceros.

### Iveco
En 2017, ya con el camión de la marca italiana, Hahn fue subcampeón con cuatro victorias y otras tantas poles. Corrieron el título de equipos junto al Team Schwabentruck, acabando segundos. En 2018, Hahn volvió a ser campeón con doce victorias y ocho poles, ganando el título con más de un Gran Premio hasta la conclusión de la temporada. Se trataba de su quinto título, igualando a Steve Parrish como el piloto con más títulos de la historia. Además, el Team Hahn Racing ganó por primera vez el título de equipos junto al Team Schwabentruck. En 2019 se convirtió en el piloto con más títulos de la historia al ganar su sexto título de nuevo con varias carreras de sobra. Consiguió 13 victorias y  el mismo número de poles. No obstante, tras el Gran Premio de Francia, en Le Mans, en el que ganó su sexto título, Konrad Hahn falleció. En su homenaje, todos los camiones que corrieron en el Gran Premio Camión de España, en el Circuito del Jarama, llevaron una pegatina en el parabrisas que ponía RIP Conni. Además, los camiones del Truck Spor Lutz Bernau llevaron lazos negros atados a la antena que se sitúa encima de la cabina. En el título de equipos, volvieron a ganar junto al Team Schwabentruck.
En 2020 el equipo cambió el Iveco Stralis con el que corría por el nuevo Iveco S-Way. En el primer Gran Premio Hahn consiuió dos podios en tres carreras. Además, debutó a nivel europeo Lukas Hahn, quien logró puntuar en dos de las tres carreras. Posteriormente, tras la cancelación de la ronda del ETRC en Zolder, Jochen Hahn compitió en el Campeonato Holandés de Carreras de Camiones, que si mantuvo sus carreras. Fue segundo en las carrera 1, 3 y 4, siempre superado por Adam Lacko. La única en la que no se subió al podium fue la carrera 2, en la que, saliendo séptimo, remontó hasta el quinto puesto. 
La carencia de victorias de Hahn hizo que surgiesen debates acerca de qué es lo que sucedía para que el germano no hubiera sido capaz de ganar ninguna de las siete carreras que había disputado hasta el momento, poniendo el foco en la gran competencia con la que se había encontrado el alemán ese año. Después volvió a correr en el europeo, consiguiendo tres podios en Hungría, pero de nuevo sin victorias. Finalmente, no fue destronado como campeón de Europa porque se canceló el campeonato debido a la crisis del coronavirus.

## Resultados

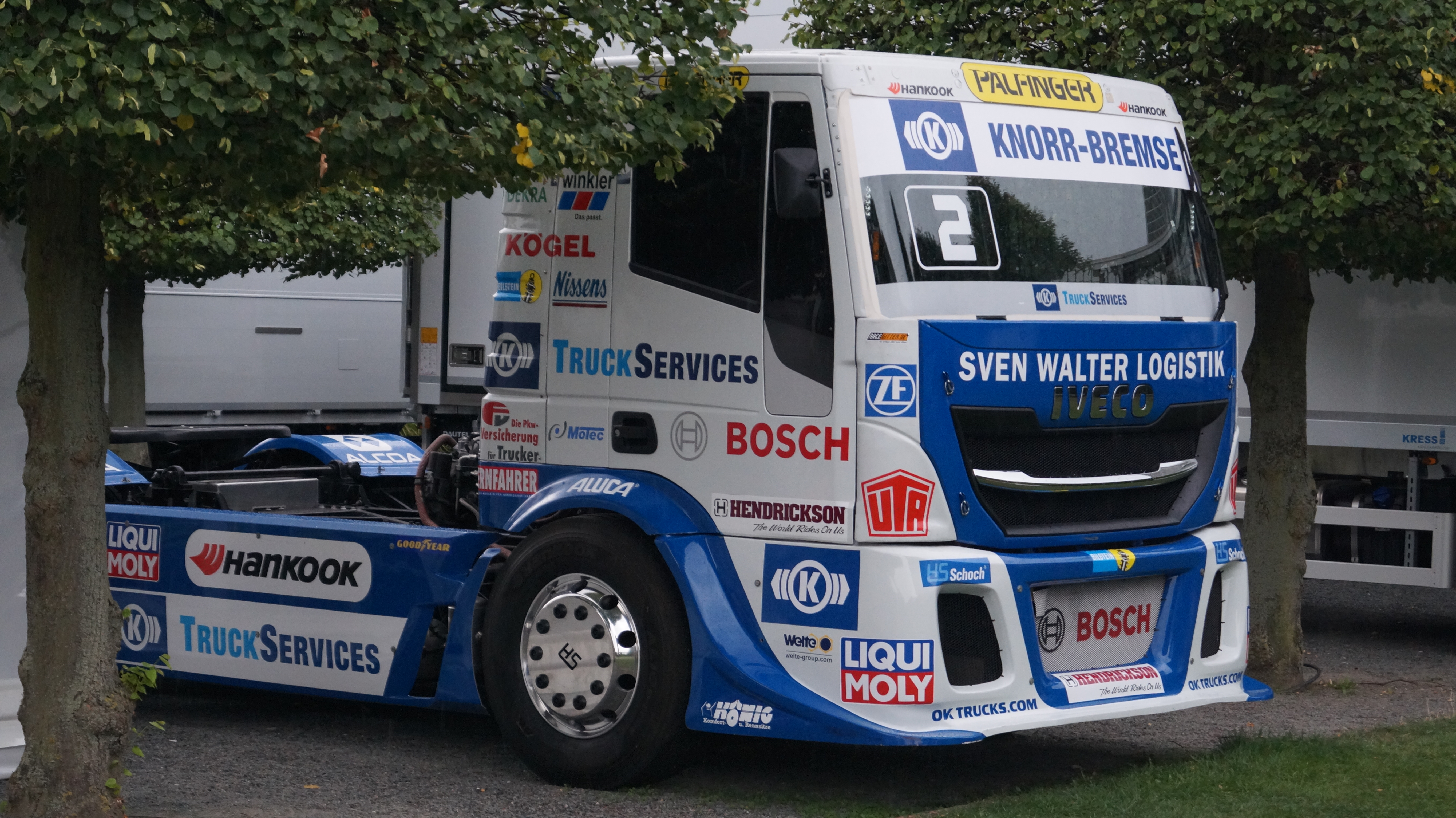
Camión de Jochen Hahn en 2018.

### Resultados en el Campeonato de equipos del ETRC
| Año  | Vehículo      | Pilotos         | Pos. |
| ---- | ------------- | --------------- | ---- |
| 2007 | Mercedes-Benz | Jochen Hahn     | 3    |
| 2007 | Mercedes-Benz | Enrique Sanjuán | 3    |
| 2008 | MAN           | Jochen Hahn     | 2    |
| 2009 | MAN           | Jochen Hahn     | 2    |
| 2010 | MAN           | Jochen Hahn     | 3    |
| 2013 | MAN           | Jochen Hahn     | 2    |
| 2014 | MAN           | Jochen Hahn     | 3    |
| 2015 | MAN           | Jochen Hahn     | 3    |
| 2016 | MAN           | Jochen Hahn     | 3    |
| 2017 | Iveco         | Jochen Hahn     | 2    |
| 2018 | Iveco         | Jochen Hahn     | 1    |
| 2019 | Iveco         | Jochen Hahn     | 1    |
| 2020 | Iveco         | Jochen Hahn     | -    |
| 2021 | Iveco         | Jochen Hahn     | 2    |

### Resultados de sus pilotos en el Campeonato de Europa de Carreras de Camiones
| Año  | Camión        | N.º | Equipo          | 1       | 1       | 1      | 1       | 2       | 2      | 2       | 2       | 3       | 3       | 3      | 3      | 4      | 4      | 4      | 4       | 5      | 5       | 5      | 5       | 6      | 6       | 6       | 6       | 7       | 7       | 7      | 7       | 8       | 8       | 8       | 8       | 9      | 9       | 9      | 9      | 10    | 10    | 10    | 10     | 11    | 11    | 11      | 11    | Posición | Puntos |
| ---- | ------------- | --- | --------------- | ------- | ------- | ------ | ------- | ------- | ------ | ------- | ------- | ------- | ------- | ------ | ------ | ------ | ------ | ------ | ------- | ------ | ------- | ------ | ------- | ------ | ------- | ------- | ------- | ------- | ------- | ------ | ------- | ------- | ------- | ------- | ------- | ------ | ------- | ------ | ------ | ----- | ----- | ----- | ------ | ----- | ----- | ------- | ----- | -------- | ------ |
| 2006 | Mercedes-Benz | 6   | Jochen Hahn     | BAR 2   | BAR 4   | BAR 4  | BAR 6   | MIS 3   | MIS 2  | MIS 1   | MIS 2   | ALB 4   | ALB 2   | ALB 2  | ALB 3  | NOG 1  | NOG 1  | NOG 1  | NOG 1   | NUR 5  | NUR 4   | NUR 3  | NUR 4   | MOS 5  | MOS 3   | MOS 5   | MOS 4   | ZOL 5   | ZOL Ret | ZOL 5  | ZOL Ret | JAR DNS | JAR DNS | JAR 1   | JAR 6   | LMS 3  | LMS 5   | LMS 1  | LMS 1  |       |       |       |        |       |       |         |       | 3º       | 291    |
| 2006 | Mercedes-Benz | 11  | Daniel Seiler   | BAR     | BAR     | BAR    | BAR     | MIS     | MIS    | MIS     | MIS     | ALB     | ALB     | ALB    | ALB    | NOG    | NOG    | NOG    | NOG     | NUR 8  | NUR 17  | NUR 8  | NUR 12  | MOS    | MOS     | MOS     | MOS     | ZOL     | ZOL     | ZOL    | ZOL     | JAR     | JAR     | JAR     | JAR     | LMS    | LMS     | LMS    | LMS    |       |       |       |        |       |       |         |       | NC       | 0      |
| 2006 | Mercedes-Benz | 41  | Enrique Sanjuán | BAR     | BAR     | BAR    | BAR     | MIS     | MIS    | MIS     | MIS     | ALB     | ALB     | ALB    | ALB    | NOG    | NOG    | NOG    | NOG     | NUR    | NUR     | NUR    | NUR     | MOS    | MOS     | MOS     | MOS     | ZOL     | ZOL     | ZOL    | ZOL     | JAR 18  | JAR 18  | JAR 14  | JAR Ret | LMS 19 | LMS 16  | LMS 23 | LMS 21 |       |       |       |        |       |       |         |       | 31.º     | 0      |
| 2007 | Mercedes-Benz | 3   | Jochen Hahn     | BAR 4   | BAR 5   | BAR 2  | BAR Ret | ZOL 2   | ZOL 5  | ZOL 2   | ZOL 2   | ALB 3   | ALB 3   | ALB 3  | ALB 2  | NOG 18 | NOG 7  | NOG 4  | NOG Ret | NUR 5  | NUR 4   | NUR 4  | NUR Ret | MOS 5  | MOS 4   | MOS 5   | MOS 10  | LMS 2   | LMS 2   | LMS 3  | LMS 4   | MIS 4   | MIS 4   | MIS 6   | MIS 3   | JAR 3  | JAR 3   | JAR 1  | JAR 1  |       |       |       |        |       |       |         |       | 4º       | 291    |
| 2007 | Mercedes-Benz | 26  | Enrique Sanjuán | BAR 17  | BAR 15  | BAR 18 | BAR 16  | ZOL 22  | ZOL 21 | ZOL 21  | ZOL Ret | ALB 14  | ALB Ret | ALB 13 | ALB 13 | NOG 13 | NOG 20 | NOG 20 | NOG 15  | NUR 16 | NUR 19  | NUR 20 | NUR 13  | MOS 18 | MOS Ret | MOS 13  | MOS 15  | LMS DNS | LMS DNS | LMS 17 | LMS 14  | MIS 17  | MIS 16  | MIS Ret | MIS 16  | JAR 25 | JAR Ret | JAR 18 | JAR 15 |       |       |       |        |       |       |         |       | 29º      | 0      |
| 2008 | MAN           | 4   | Jochen Hahn     | BAR 3   | BAR Ret | BAR 5  | BAR 5   | MIS 5   | MIS 4  | MIS 4   | MIS 5   | ALB 5   | ALB 4   | ALB 3  | ALB 2  | NOG 5  | NOG 5  | NOG 4  | NOG 3   | NUR 4  | NUR 3   | NUR 3  | NUR 2   | MOS 4  | MOS 4   | MOS DNS | MOS DNS | ZOL 5   | ZOL 6   | ZOL 4  | ZOL 3   | LMS 3   | LMS 2   | LMS 3   | LMS 1   | JAR 2  | JAR 2   | JAR 6  | JAR 4  |       |       |       |        |       |       |         |       | 4º       | 305    |
| 2009 | MAN           | 4   | Jochen Hahn     | ASS Ret | ASS 4   | ASS 4  | ASS 1   | MIS Ret | MIS 4  | MIS Ret | MIS 4   | ALB Ret | ALB 5   | ALB 2  | ALB 1  | NOG 4  | NOG 2  | NOG 1  | NOG 3   | BAR 2  | BAR 2   | BAR 1  | BAR 3   | NUR 4  | NUR 2   | NUR 3   | NUR 1   | MOS 5   | MOS Ret | MOS 2  | MOS 9   | ZOL 3   | ZOL 3   | ZOL 3   | ZOL 1   | LMS 4  | LMS 2   | LMS 3  | LMS 2  | JAR 2 | JAR 2 | JAR 4 | JAR 3  |       |       |         |       | 3º       | 361    |
| 2010 | MAN           | 3   | Jochen Hahn     | MIS 2   | MIS C   | MIS 2  | MIS 3   | ALB 2   | ALB 1  | ALB 2   | ALB5    | NOG 5   | NOG 3   | NOG 4  | NOG 1  | NUR 5  | NUR 10 | NUR 4  | NUR 8   | SMO 2  | SMO 1   | SMO 1  | SMO 3   | MOS 6  | MOS 1   | MOS 4   | MOS 5   | ZOL 2   | ZOL 7   | ZOL 12 | ZOL 7   | LMS 3   | LMS 1   | LMS 4   | LMS 1   | JAR 7  | JAR 1   | JAR 6  | JAR 5  |       |       |       |        |       |       |         |       | 3º       | 318    |
| 2011 | MAN           | 3   | Jochen Hahn     | DON Ret | DON 6   | DON 2  | DON 1   | MIS 1   | MIS 1  | MIS 1   | MIS 1   | ALB 1   | ALB 4   | ALB 1  | ALB 1  | NOG 1  | NOG 3  | NOG 1  | NOG 6   | NUR 1  | NUR 5   | NUR 2  | NUR Ret | SMO 2  | SMO 7   | SMO 1   | SMO 4   | MOS 3   | MOS 6   | MOS 4  | MOS 7   | ZOL 6   | ZOL 11  | ZOL Ret | ZOL DNS | JAR 5  | JAR 2   | JAR 3  | JAR 2  | LMS 4 | LMS 2 | LMS 2 | LMS 5  |       |       |         |       | 1º       | 402    |
| 2012 | MAN           | 1   | Jochen Hahn     | EST 1   | EST 1   | EST 1  | EST 1   | MIS 1   | MIS 13 | MIS 2   | MIS 3   | JAR 1   | JAR 16  | JAR 1  | JAR 4  | NOG 2  | NOG 5  | NOG 2  | NOG 10  | DON 1  | DON 3   | DON 3  | DON 4   | NUR 3  | NUR 3   | NUR 1   | NUR 4   | SMO 2   | SMO 6   | SMO 1  | SMO 1   | MOS 2   | MOS 4   | MOS 1   | MOS 6   | ZOL 1  | ZOL 3   | ZOL 2  | ZOL 2  | JAR 1 | JAR 3 | JAR 1 | JAR 4  | LMS 1 | LMS 5 | LMS Ret | LMS 5 | 1º       | 517    |
| 2013 | MAN           | 1   | Jochen Hahn     | MIS 1   | MIS 3   | MIS 4  | MIS 5   | NAV 2   | NAV 6  | NAV 5   | NAV 3   | NOG 2   | NOG 6   | NOG 2  | NOG 8  | RBR 2  | RBR 5  | RBR 4  | RBR 5   | NUR 1  | NUR Ret | NUR 2  | NUR 3   | SMO 3  | SMO 2   | SMO 3   | SMO 4   | MOS 1   | MOS 4   | MOS 1  | MOS 5   | ZOL 5   | ZOL 1   | ZOL 4   | ZOL Ret | JAR 2  | JAR 3   | JAR 1  | JAR 7  | LMS 1 | LMS 7 | LMS 1 | LMS 4  |       |       |         |       | 1º       | 417    |
| 2014 | MAN           | 1   | Jochen Hahn     | MIS 1   | MIS 11  | MIS 2  | MIS 4   | NAV DNS | NAV 4  | NAV 4   | NAV 1   | NOG 3   | NOG 2   | NOG 1  | NOG 5  | RBR 2  | RBR 4  | RBR 1  | RBR 6   | NUR 3  | NUR 2   | NUR 1  | NUR 6   | MOS 2  | MOS 4   | MOS 3   | MOS 5   | ZOL 1   | ZOL 4   | ZOL 3  | ZOL 3   | JAR 2   | JAR 4   | JAR 2   | JAR 3   | LMS 2  | LMS 4   | LMS 3  | LMS 3  |       |       |       |        |       |       |         |       | 2º       | 383    |
| 2015 | MAN           | 2   | Jochen Hahn     | VAL 1   | VAL 7   | VAL 3  | VAL 2   | RBR 3   | RBR 2  | RBR 3   | RBR 6   | MIS 1   | MIS 5   | MIS 2  | MIS 5  | NOG 2  | NOG 6  | NOG 3  | NOG 2   | NUR 3  | NUR 4   | NUR 5  | NUR Ret | MOS 2  | MOS 8   | MOS 1   | MOS 3   | HUN 3   | HUN 4   | HUN 2  | HUN 4   | ZOL 7   | ZOL 2   | ZOL 3   | ZOL 6   | JAR 3  | JAR 4   | JAR 7  | JAR 1  | LMS 5 | LMS 2 | LMS 6 | LMS 11 |       |       |         |       | 3º       | 434    |
| 2016 | MAN           | 3   | Jochen Hahn     | RBR 1   | RBR 2   | RBR 3  | RBR 4   | MIS 3   | MIS 2  | MIS 2   | MIS 1   | NOG 3   | NOG 2   | NOG 1  | NOG 2  | NUR 1  | NUR 2  | NUR 2  | NUR 2   | HUN 1  | HUN 6   | HUN 1  | HUN 5   | MOS 2  | MOS 5   | MOS 1   | MOS 1   | ZOL 1   | ZOL 3   | ZOL 1  | ZOL 2   | LMS 2   | LMS 1   | LMS 1   | LMS 4   | JAR 1  | JAR 3   | JAR 1  | JAR 5  |       |       |       |        |       |       |         |       | 1º       | 462    |
| 2017 | Iveco         | 1   | Jochen Hahn     | RBR 1   | RBR 5   | RBR 2  | RBR 1   | MIS 5   | MIS 1  | MIS 8   | MIS DNS | NUR 3   | NUR 4   | NUR 7  | NUR C  | SVK 3  | SVK 4  | SVK 3  | SVK 2   | HUN 2  | HUN 2   | HUN 5  | HUN 4   | MOS 1  | MOS 7   | MOS 2   | MOS 6   | ZOL 2   | ZOL 4   | ZOL 2  | ZOL 8   | LMS 2   | LMS 4   | LMS 3   | LMS 3   | JAR 3  | JAR 4   | JAR 2  | JAR 2  |       |       |       |        |       |       |         |       | 2º       | 343    |
| 2018 | Iveco         | 2   | Jochen Hahn     | MIS 1   | MIS 4   | MIS 1  | MIS 8   | HUN 1   | HUN 6  | HUN 1   | HUN 17  | NUR 2   | NUR 12  | NUR 1  | NUR 4  | SVK 2  | SVK 2  | SVK 1  | SVK 4   | MOS 3  | MOS 6   | MOS 1  | MOS 5   | ZOL 3  | ZOL 2   | ZOL 1   | ZOL 3   | LMS 1   | LMS 4   | LMS 1  | LMS 3   | JAR 1   | JAR 7   | JAR 1   | JAR 4   |        |         |        |        |       |       |       |        |       |       |         |       | 1º       | 387    |
| 2019 | Iveco         | 1   | Jochen Hahn     | MIS 1   | MIS 11  | MIS 3  | MIS 1   | HUN 1   | HUN 6  | HUN 1   | HUN 4   | SVK 1   | SVK 5   | SVK 1  | SVK 7  | NUR 1  | NUR 3  | NUR 1  | NUR 6   | MOS 1  | MOS 4   | MOS C  | MOS C   | ZOL 1  | ZOL 6   | ZOL 1   | ZOL 8   | LMS 1   | LMS 6   | LMS 3  | LMS 2   | JAR 1   | JAR 3   | JAR 2   | JAR 2   |        |         |        |        |       |       |       |        |       |       |         |       | 1º       | 370    |
| 2020 | Iveco         | 1   | Jochen Hahn     | MOS 2   | MOS 3   | MOS 4  | MOS C   | HUN 3   | HUN 5  | HUN 3   | HUN 2   |         |         |        |        |        |        |        |         |        |         |        |         |        |         |         |         |         |         |        |         |         |         |         |         |        |         |        |        |       |       |       |        |       |       |         |       | -        | -      |
| 2020 | Iveco         | 22  | Lukas Hahn      | MOS 10  | MOS 7   | MOS 11 | MOS C   | HUN     | HUN    | HUN     | HUN     |         |         |        |        |        |        |        |         |        |         |        |         |        |         |         |         |         |         |        |         |         |         |         |         |        |         |        |        |       |       |       |        |       |       |         |       | -        | -      |
| 2021 | Iveco         | 1   | Jochen Hahn     | HUN 2   | HUN C   | HUN 6  | HUN 5   | MOS Ret | MOS 10 | MOS 4   | MOS Ret | ZOL 12  | ZOL 11  | ZOL 1  | ZOL 6  | LMS 1  | LMS 4  | LMS 3  | LMS 6   | JAR 3  | JAR Ret | JAR 4  | JAR 9   | MIS 3  | MIS 1   | MIS 2   | MIS 6   |         |         |        |         |         |         |         |         |        |         |        |        |       |       |       |        |       |       |         |       | 4º       | 174    |
| 2021 | Iveco         | 22  | Lukas Hahn      | HUN     | HUN     | HUN    | HUN     | MOS 12  | MOS 12 | MOS 10  | MOS 8   | ZOL     | ZOL     | ZOL    | ZOL    | BUG    | BUG    | BUG    | BUG     | JAR    | JAR     | JAR    | JAR     | MIS 10 | MIS 10  | MIS 4   | MIS 8   |         |         |        |         |         |         |         |         |        |         |        |        |       |       |       |        |       |       |         |       | 14º      | 19     |

### Resultados de sus pilotos en la Goodyear Cup
| Año  | Camión | N.º | Equipo     | 1     | 1     | 1     | 1     | 2     | 2     | 2     | 2     | 3   | 3   | 3   | 3   | 4   | 4   | 4   | 4   | 5   | 5   | 5   | 5   | 6     | 6     | 6     | 6     | Posición | Puntos |
| ---- | ------ | --- | ---------- | ----- | ----- | ----- | ----- | ----- | ----- | ----- | ----- | --- | --- | --- | --- | --- | --- | --- | --- | --- | --- | --- | --- | ----- | ----- | ----- | ----- | -------- | ------ |
| 2020 | Iveco  | 22  | Lukas Hahn | MOS 4 | MOS 2 | MOS 4 | MOS C | HUN   | HUN   | HUN   | HUN   |     |     |     |     |     |     |     |     |     |     |     |     |       |       |       |       | -        | -      |
| 2021 | Iveco  | 22  | Lukas Hahn | HUN   | HUN   | HUN   | HUN   | MOS 4 | MOS 4 | MOS 3 | MOS 3 | ZOL | ZOL | ZOL | ZOL | BUG | BUG | BUG | BUG | JAR | JAR | JAR | JAR | MIS 3 | MIS 5 | MIS 1 | MIS 1 | 7º       | 85     |

### Resultados en el Campeonato Holandés de Carreras de Camiones
| Año  | Camión       | N.º | Piloto      | 1   | 1   | 1   | 1   | 2     | 2     | 2     | 2     | Posición | Puntos |
| ---- | ------------ | --- | ----------- | --- | --- | --- | --- | ----- | ----- | ----- | ----- | -------- | ------ |
| 2020 | Freightliner | 1   | Jochen Hahn | LAU | LAU | LAU | LAU | ZOL 2 | ZOL 5 | ZOL 2 | ZOL 2 | -        | -      |